# Province de Hesse-Nassau
1868–1944
Entités précédentes :
- Électorat de Hesse
- Duché de Nassau
- Ville libre de Francfort

Entités suivantes :
- Hesse
- Rhénanie-Palatinat
- Thuringe
- Basse-Saxe

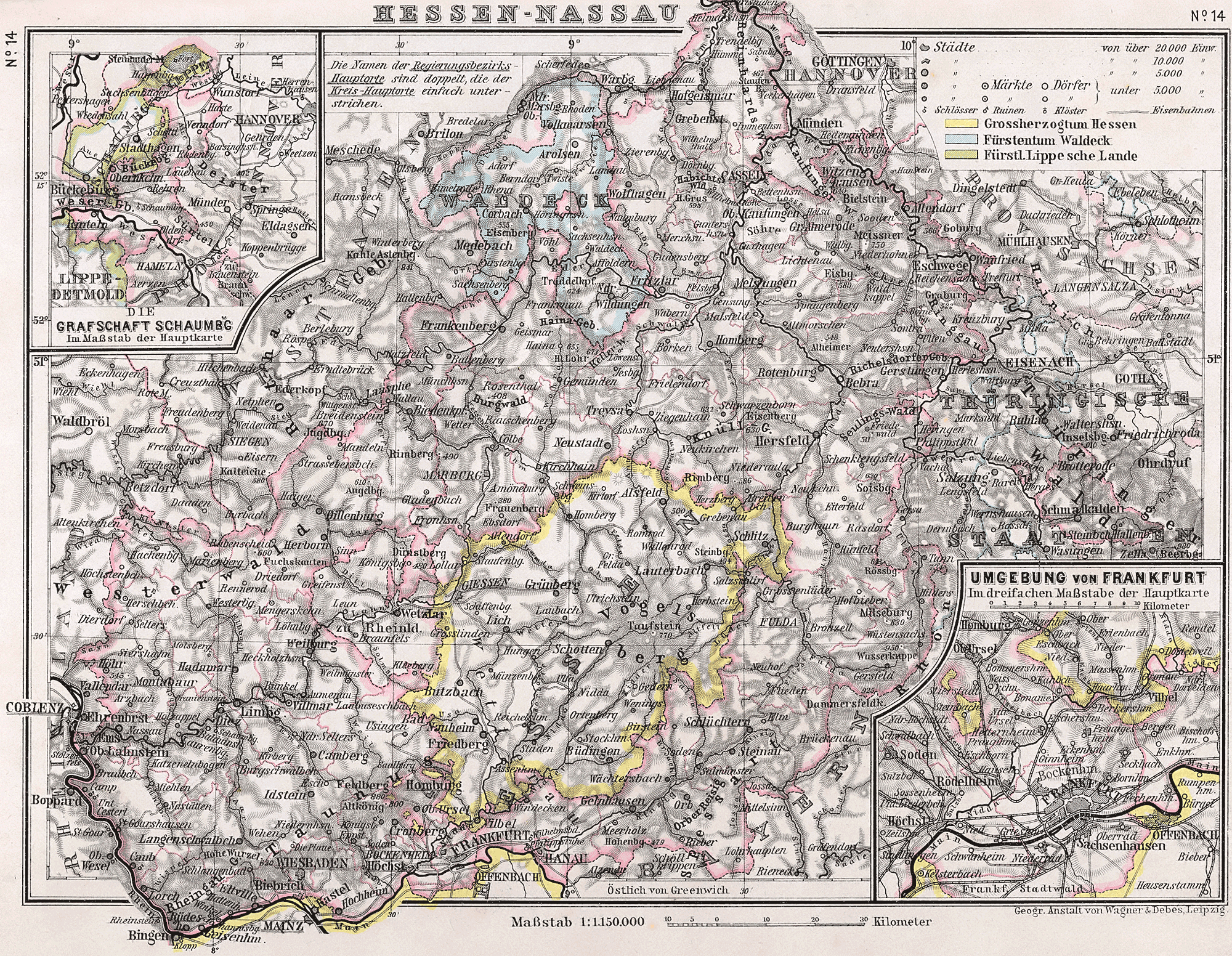
La province de Hesse-Nassau en 1905.

La province de Hesse-Nassau (en allemand : Hessen-Nassau) est une ancienne province du royaume de Prusse, puis de l'État libre de Prusse.
Sa superficie était de 15 702 km2, et elle avait pour chef-lieu Cassel. Les autres villes importantes étaient Francfort-sur-le-Main, et Wiesbaden (ancienne capitale du duché de Nassau).
Sa population était de 2 200 000 habitants dans les années 1910, protestante à 70 %.
Le 1er avril 1944, elle fut scindée en deux :
- au nord, la province de Hesse (capitale : Cassel) ;
- au sud, la province de Nassau (capitale : Wiesbaden).

## Territoire

### Territoire initial
Initialement, la province de Hesse-Nassau recouvrait les territoires suivants :
- L'intégralité des anciens États suivants, annexés par le royaume de Prusse :
  - La principauté électorale de Hesse (allemand : Kurfürstentum Hessen), dite Hesse électorale (allemand : Kurhessen) ou Hesse-Cassel (allemand : Hesse-Cassel), à savoir :
    - L'ancien landgraviat de Hesse-Cassel (allemand : Landgrafschaft Hessen-Kassel) ;
    - L'ancienne principauté de Fulde (allemand : Fürstentum Fulda) ;
    - L'ancien comté de Hanau (de) (allemand : Grafschaft Hanau) ;
    - L'ancien comté de Schaumbourg (allemand : Grafschaft Schaumburg)
    - L'ancienne seigneurie de Schmalkalden (de) (allemand : Herrschaft Schmalkalden) ;

  - Le duché de Nassau (allemand : Herzogtum Nassau) ;
  - La ville libre de Francfort (allemand : Freie Stadt Frankfurt) ;
- Une partie du landgraviat de Hesse-Hombourg (allemand : Landgrafschaft Hessen-Homburg), intégralement annexé par le royaume de Prusse :
  - Le bailliage de Homburg (allemand : Amt Homburg) ;
- Les autres territoires suivants :
  - Les cercles de Biedenkopf (allemand : Kreis Biedenkopf) et de Vöhl (allemand : Kreis Vöhl) de la province de Haute-Hesse (allemand : Provinz Oberhessen) du grand-duché de Hesse (allemand : Großherzogtum Hessen und bei Rhein), dit Hesse-Darmstadt (allemand : Hessen-Darmstadt)
  - Les bailliages de Gersfeld (allemand : Amt Gersfeld) et d'Orb (allemand : Amt Orb) du royaume de Bavière (allemand : Königreich Bayern)

### Modifications ultérieures
Par une loi fédérale du 7 décembre 1928, l'État libre de Waldeck (en allemand : Freistaat Waldeck) fut, à compter du 1er mai 1929, incorporé à l'État libre de Prusse et rattaché au district de Cassel (en allemand : Regierungsbezirk Kassel) de la province de Hesse-Nassau.

Par l'article 92 du chapitre Ier du règlement du 1er août 1932 (en allemand : Verordnung über die Neugliederung von Landkreisen, vom 1. August 1932), l'arrondissement de Wetzlar (en allemand : Kreis Wetzlar) fut, à compter du 1er octobre 1932, détaché du district de Coblence (en allemand : Regierungsbezirk Koblenz) de la province prussienne de Rhénanie (en allemand : Rheinprovinz) et rattaché au district de Wiesbaden (en allemand : Regierungsbezirk Wiesbaden) de la province de Hesse-Nassau.

Par l'article 54 du chapitre Ier du règlement précité (Verordnung über die Neugliederung von Landkreisen, vom 1. August 1932), l'arrondissement du comté de Schaumburg (en allemand : Kreis Grafschaft Schaumburg) fut, à compter du 1er octobre 1932, détaché du district de Cassel (en allemand : Regierungsbezirk Kassel) de province de Hesse-Nassau, et rattaché au district de Hanovre (de) (en allemand : Regierungsbezirk Hannover) de la province prussienne de Hanovre (en allemand : Provinz Hannover).

## Héraldique

### Drapeau et armoiries de la province

#### Drapeau
L'emblème de la province de Hesse-Nassau était le drapeau tricolore à trois bandes horizontales d'égale dimension, de haut en bas : rouge, blanc et bleu.

Il était identique à l'actuel drapeau du royaume des Pays-Bas, l'ancien duché de Nassau étant le pays d'origine des Orange-Nassau (en allemand : Oranien-Nassau), la famille royale des Pays-Bas.

### Titres et armoiries du roi de Prusse

#### Titres du roi de Prusse
En vertu d'une ordonnance du 16 août 1873 (en allemand : Erlass vom 16. August 1873 betreffend die Abänderung des Großen und mittleren Königlichen Titels), le roi de Prusse portait les titres suivants, en qualité de souverain et possesseur des territoires formant la province de Hesse-Nassau :

- Landgrave de Hesse (en allemand : Landgraf zu Hessen), pour l'ancien landgraviat de Hesse (en allemand : Landgrafschaft Hessen-Kassel) et, plus largement, pour l'ancienne principauté électorale de Hesse (en allemand : Kurfürstentum Hessen), l'ancienne principauté de Fulde exceptée ;
- Prince de Fulde (en allemand : Fürst zu Fulda), pour l'ancienne principauté de Fulde (en allemand : Fürstentum Fulda) ;
- Prince de Nassau (en allemand : Fürst zu Nassau), pour l'ancien duché de Nassau (en allemand : Herzogtum Nassau) ;
- Seigneur de Francfort (en allemand : Herr von Frankfurt), pour l'ancienne ville libre de Francfort (en allemand : Freie Stadt Frankfurt).

#### Armoiries du royaume de Prusse

##### Grandes armoiries du royaume de Prusse
En vertu de l'annexe A, reproduite ci-après, de l'ordonnance précitée du 16 août 1873, les grandes armoiries du royaume de Prusse (en allemand : Großes Wappen Preußens) comportaient les armoiries du langraviat de Hesse (en 25), des principautés de Fulde (en 40) et de Nassau (en 41) ainsi que de la seigneurie de Francfort (en 51).

##### Petites armoiries du royaume de Prusse
En vertu de l'annexe B, reproduite ci-après, de l'ordonnance précitée du 16 août 1873, les petites armoiries du royaume de Prusse (en allemand : Mittleres Wappen Preußens) comportaient (en 12) les armoiries du landgraviat de Hesse (en 12.a), de la principauté de Nassau (en 12.b) et de la seigneurie de Francfort (en 12.c).

## Administration

### Haut président
Listes des hauts présidents (Oberpräsidenten) :
- Sous le royaume de Prusse :
  - 1867–1871 : Eduard von Möller
  - 1872–1875 : Ludwig von Bodelschwingh (de)
  - 1876–1881 : August von Ende
  - 1881–1892 : Botho zu Eulenburg
  - 1892–1898 : Eduard von Magdeburg (de)
  - 1898–1903 : Robert von Zedlitz-Trützschler
  - 1903–1907 : Ludwig von Windheim
  - 1907–1917 : Wilhelm Hengstenberg
  - 1917–1919 : Dr August von Trott zu Solz

- Sous l'État libre de Prusse :
  - 1919–1930 : Dr Rudolf Schwander, DDP
  - 1930–1932 : August Haas (de), SPD
  - 1932–1933 : Dr Ernst von Hülsen (de)
  - 1933–1943 : Philippe de Hesse-Cassel
  - 1943–1944 : Ernst Beckmann (de)

### Kommunallandtage
|         | Kommunallandtag Wiesbaden | Kommunallandtag Wiesbaden | Kommunallandtag Wiesbaden | Kommunallandtag Kassel | Kommunallandtag Kassel | Kommunallandtag Kassel |
| Partis  | 1925                      | 1929                      | 1933                      | 1925                   | 1929                   | 1933                   |
| SPD     | 30,6 % - 16 sièges        | 26,2 % - 14 sièges        | 17,8 % - 10 sièges        | 33,1 % - 15 sièges     | 32,8 % - 15 sièges     | 21,2 % - 9 sièges      |
| Zentrum | 22,5 % - 12 sièges        | 18,9 % - 10 sièges        | 16,1 % - 10 sièges        | 14,9 % - 7 sièges      | 13,0 % - 6 sièges      | 10,9 % - 5 sièges      |
| KPD     | 6,4 % - 4 sièges          | 8,2 % - 5 sièges          | 7,0 % - 4 sièges          | 6,7 % - 3 sièges       | 6,5 % - 3 sièges       | 7,0 % - 3 sièges       |
| DDP     | 5,9 % - 4 sièges          | 4,6 % - 3 sièges          |                           | 5,6 % - 3 sièges       | 4,7 % - 2 sièges       |                        |
| DVP     | 6,3 % - 3 sièges          | 9,7 % - 5 sièges          |                           |                        | 3,2 % - 2 sièges       |                        |
| DNVP    | 5,4 % - 3 sièges          | 5,2 % - 3 sièges          | 6,0 % - 4 sièges          |                        |                        | 7,5 % - 3 sièges       |
| NSDAP   |                           | 8,2 % - 4 sièges          | 48,6 % - 27 sièges        |                        | 6,3 % - 3 sièges       | 52,6 % - 23 sièges     |
| WP      | 5,1 % - 3 sièges          | 5,4 % - 3 sièges          |                           |                        | 5,5 % - 3 sièges       |                        |
| HNASL   | 14,1 % - 7 sièges         |                           |                           | 33,5 % - 15 sièges     | 23,7 % - 11 sièges     |                        |
| CNBL    |                           | 8,5 % - 5 sièges          |                           |                        |                        |                        |

### Subdivisions administratives
| 1900 | 1944 | |
| District de Wiesbaden ( Regierungsbezirk Wiesbaden ) (Nassau) | | |
| 1. Francfort-sur-le-Main 2. Wiesbaden | 1. Bas-Taunus (de) [chef-lieu : Langenschwalbach] 2. Bas-Westerwald (de) [chef-lieu : Montabaur] 3. Basse-Lahn [chef-lieu : Diez] 4. Biedenkopf (de) 5. Dill [chef-lieu : Dillenburg] 6. Francfort (de) (jusqu'en 1910) 7. Haut-Taunus [chef-lieu : Bad Homburg vor der Höhe] 8. Haut-Westerwald (de) [chef-lieu : Marienberg] 9. Haute-Lahn [chef-lieu : Weilbourg] 10. Höchst 11. Limbourg (de) 12. Rheingau [chef-lieu : Rüdesheim am Rhein] 13. Saint-Goarshausen 14. Usingen 15. Westerburg (de) 16. Wiesbaden | 1. Bas-Taunus (de) [chef-lieu : Bad Schwalbach] 2. Bas-Westerwald (de) [chef-lieu : Montabaur] 3. Basse-Lahn [chef-lieu : Diez] 4. Biedenkopf (de) 5. Dill [chef-lieu : Dillenburg] 6. Haut-Taunus [chef-lieu : Bad Homburg vor der Höhe] 7. Haut-Westerwald (de)] [chef-lieu : Westerburg] 8. Haute-Lahn [chef-lieu : Weilbourg 9. Limbourg (de) 10. Main-Taunus [chef-lieu : Francfort-Höchst] 11. Rheingau [chef-lieu : Rüdesheim am Rhein] 12. Saint-Goarshausen 13. Wetzlar |
| District de Cassel ( Regierungsbezirk Kassel ) (Kurhessen) | | |
| 1. Hanau 2. Cassel | 1. Fulda 2. Hanau 3. Cassel 4. Marbourg | |
| 1. Cassel 2. Eschwege (de) 3. Frankenberg (de) 4. Fritzlar (de) 5. Fulda 6. Gelnhausen (de) 7. Gersfeld 8. Hanau (de) 9. Hersfeld (de) 10. Hofgeismar 11. Homberg (de) 12. Hünfeld 13. Kirchhain 14. Marbourg (de) 15. Melsungen (de) 16. Rinteln (de) 17. Rotenburg (de) 18. Schlüchtern 19. Schmalkalden 20. Witzenhausen (de) 21. Wolfhagen (de) 22. Ziegenhain | 1. Cassel 2. Eschwege (de) 3. Frankenberg (de) 4. Fritzlar-Homberg (de) [chef-lieu : Fritzlar] 5. Fulda 6. Gelnhausen (de) 7. Hanau (de) 8. Hersfeld (de) 9. Hofgeismar 10. Hünfeld 11. Marbourg (de) 12. Melsungen (de) 13. Rotenburg (de) 14. Schlüchtern 15. Schmalkalden [chef-lieu : Schmalkalden] 16. Waldeck (de) [chef-lieu : Korbach] 17. Witzenhausen (de) 18. Wolfhagen (de) 19. Ziegenhain | |

## Fin de la province

### Suppression de la province
La province de Hesse-Nassau fut supprimée par une ordonnance du 1er avril 1944 (en allemand : Erlaß des Führers über die Bildung der Provinzen Kurhessen und Nassau, vom 1. April 1944) qui entra en vigueur le 1er juillet 1944.

Deux nouvelles provinces lui furent substituées.

L'ordonnance précitée érigea, en effet, chaque district en province, savoir :
- Le district de Wiesbaden (en allemand : Regierungsbezirk Wiesbaden), en province de Nassau (en allemand : Provinz Nassau) ;
- Le district de Cassel (en allemand : Regierungsbezirk Kassel), en province de Hesse électorale (en allemand : Provinz Kurhessen).

D'autre part, l'ordonnance précitée détacha l'arrondissement urbain de Hanau (en allemand : Stadtkreis Hanau) et les arrondissements ruraux de Hanau, Gelnhausen et Schlüchtern (en allemand : Landkreise Hanau, Gelnhausen und Schlüchtern) du district de Cassel et de la nouvelle province de Hesse électorale, pour les rattacher au district de Wiesbaden et à la nouvelle province de Nassau.

En outre, l'ordonnance précitée détacha l'arrondissement rural de Schmalkalden (en allemand : Landkreis Schmalkalden) du district de Cassel et de la nouvelle province de Hesse électorale, pour les rattacher au district d'Erfurt (en allemand : Regierungsbezirk Erfurt) de la province de Saxe (en allemand : Provinz Sachsen).

### Incorporation dans la Grande-Hesse
Par l'article 1er de la proclamation no 2 du 19 septembre 1945 (en allemand : Proklamation Nr. 2 vom 19. September 1945), le gouvernement militaire (en allemand : Militärregierung) de la zone d'occupation américaine en Allemagne (en allemand : Amerikanische Besatzungszone) divisa celle-ci en trois circonscriptions administratives, appelées États (en allemand : Staaten) et ayant un gouvernement distinct (en allemand : Staatsregierung) :
- La Grande-Hesse (en allemand : Groß-Hessen) ;
- Le Wurtemberg-Bade (en allemand : Württemberg-Baden) ;
- La Bavière (en allemand : Bayern).

La Grande-Hesse comprit :
- Les territoires des anciennes provinces prussiennes de Nassau et de Hesse électorale, à l'exclusion :
  - Des enclaves associées (en allemand : zugehörigen Exklaven) ;
  - Des quatre cercles ruraux suivants :
    - Oberwesterwald (chef-lieu : Westerburg) ;
    - Unterwesterwald (chef-lieu : Montabaur) ;
    - Unterlahn (chef-lieu : Diez, aujourd'hui Diez an der Lahn) ;
    - Saint-Goarshausen (en allemand : Sankt Goarshausen) ;
- Les territoires de l'ancien État populaire de Hesse (en allemand : Volksstaat Hessen) situés sur la rive gauche du Rhin, savoir :
  - L'intégralité de la Hesse-Starkenburg (en allemand : Hessen-Starkenburg) ;
  - L'intégralité de la Haute-Hesse (en allemand : Oberhessen) ;
  - La majeure part de la Hesse rhénane (en allemand : Rheinhessen).

Les cercles de Oberwesterwald, Unterwesterwald, Unterlahn et Sankt Goarshausen, ainsi que le reste de la Hesse rhénane, étaient situés dans la zone d'occupation française. Ils formèrent, à compter du 23 août 1946, une partie de la Rhénanie-Palatinat (en allemand : Rheinland-Pfalz)
L'article 2 de la Constitution provisoire de la Grande-Hesse du 22 novembre 1945 (en allemand : Staatsgrundgesetz des Staates Groß-Hessen vom 22. November 1945) confirma l'incorporation des anciennes provinces de Nassau et de le Hesse électorale à la Grande-Hesse.

La Constitution définitive du 1er décembre 1946 (en allemand : Verfassung des Landes Hessen vom 1. Dezember 1946), par laquelle la Grande-Hesse devint un « État membre de la République allemande » (en allemand : Gliedstaat der deutschen Republik) sous le nom de « pays de Hesse » (en allemand : Land Hessen), ne remit pas en cause leur incorporation.

En outre, par la loi no 46 du 25 février 1947 (en allemand : Kontrollratsgesetz Nr. 46 betreffend die Auflösung des Staates Preußen vom 25. Februar 1947), le Conseil de contrôle allié décida, d'une part, que les territoires qui avaient fait partie de l'État de Prusse et étaient alors sous son autorité pouvaient, soit obtenir le statut de pays (en allemand : Rechtsstellung von Ländern), soit être incorporés (en allemand : einverleibt) dans les pays existants et, d'autre part, que l'État de Prusse, qui avait cessé d'exister de facto, ne pourrait être rétabli.